# Кучеренко Віктор Григорович
Ві́ктор Григо́рович Кучере́нко (1931, місто Маріуполь — 1996) — український діяч, голова виконкому Донецької обласної ради народних депутатів (грудень 1987 — серпень 1989). Депутат Верховної Ради УРСР 10—11-го скликань. Народний депутат СРСР у 1989—1991 роках. Член ЦК КПУ в 1986—1990 роках.

## Життєпис
Народився в родині робітника. З 1947 до 1951 року був студентом Маріупольського (Ждановського) металургійного технікуму Сталінської області.
У 1951—1953 роках працював майстром, старшим майстром відділу технічного контролю електродного цеху Ждановського металургійного заводу, а з 1953 до 1957 року був старшим інженером техбюро відділу технічного контролю Ждановського металургійного заводу імені Ілліча.
З 1957 до 1960 року працював старшим майстром зовнішнього приймання відділу технічного контролю, а в 1960—1962 роках — начальником дільниці відділу технічного контролю, начальником флюсоплавильного відділення трубозварювального цеху Ждановського металургійного заводу імені Ілліча.
У 1958 році закінчив заочно Ждановський металургійний інститут за фахом інженера-механіка.
Член КПРС з 1958 року.
Протягом 1962—1965 років був начальником лабораторії зварювання Ждановського металургійного заводу імені Ілліча.
З 1965 до 1966 року — заступник секретаря парткому Ждановського металургійного заводу імені Ілліча. У 1966—1967 роках — 2-й секретар Іллічівського районного комітету КПУ міста Жданова Донецької області. У 1967—1968 роках — секретар парткому Ждановського металургійного заводу імені Ілліча.
У 1968—1974 роках — 1-й секретар Іллічівського районного комітету КПУ міста Жданова Донецької області.
У 1974—1977 роках — 2-й секретар Ждановського міського комітету КПУ Донецької області.
У 1977—1980 роках — голова виконавчого комітету Ждановської міської ради народних депутатів Донецької області.
У травні 1980 — 29 жовтня 1982 року — секретар Донецького обласного комітету КПУ.
29 жовтня 1982 — 17 грудня 1987 року — 2-й секретар Донецького обласного комітету КПУ.
У грудні 1987 — серпні 1989 року — голова виконавчого комітету Донецької обласної ради народних депутатів. У вересні 1989 року був звільнений з посади у зв'язку з обранням головою Планової і бюджетно-фінансової комісії Верховної Ради СРСР.
Помер у грудні 1996 року.

## Нагороди
Нагороджений трьома орденами Трудового Червоного Прапора (у 1985 році нагороджений орденом Трудового Червоного Прапора за успіхи в спорудженні комплексу з випуску мінеральних добрив і сировини для них в Горлівському ВО «Стирол»), орденом Дружби народів, трьома медалями.